# Fort Pierce South
Fort Pierce South är en ort (CDP) i St. Lucie County, i delstaten Florida, USA. Enligt United States Census Bureau har orten en folkmängd på 5 062 invånare (2010) och en landarea på 7,3 km².